# Canton de Vassy
Le canton de Vassy est une ancienne division administrative française située dans le département du Calvados et la région Basse-Normandie.

## Géographie
Ce canton était organisé autour de Vassy dans l'arrondissement de Vire. Son altitude variait de 103 m (Vassy) à 302 m (Viessoix) pour une altitude moyenne de 193 m.

## Histoire
De 1840 à 1848, les cantons d'Aunay-sur-Odon et de Vassy avaient le même conseiller général (lois du 17 juin et 12 juillet 1840). Le nombre de conseillers généraux était limité à 30 par département.

## Représentation

### Conseillers généraux de 1833 à 2015
| Période | Période          | Identité                                    | Étiquette           | Qualité |
| ------- | ---------------- | ------------------------------------------- | ------------------- | --- |
| 1833    | 1839             | René Barnabé Dutertre-Desaigremont (?-1853) |                     | Propriétaire à Vassy et à Montchamp-le-Petit |
| 1839    | 1848             | Zéphir Morin                                |                     | Médecin, maire d'Aunay-sur-Odon (1831-1834, 1843-1848) |
| 1848    | 1865 (décès)     | Marquis Adrien de Caulaincourt              | Majorité dynastique | Colonel de la Garde nationale à cheval de Paris, député (1849-1851, 1852-1865), président du conseil général |
| 1865    | 1873 (décès)     | Charles Marie Lioult de Chênedollé          |                     | Propriétaire à Burcy, fils de Charles-Julien Lioult de Chênedollé |
| 1873    | 1892             | Victor Amand Hébert                         | Républicain         | Maire de Vassy |
| 1892    | 1913             | Léopold Alexandre Hédiard                   | Républicain radical | Notaire à Vassy |
| 1913    | 1923 (décès)     | François Isidore Le Bailly (1847-1923)      | Républicain         | Maire de Vassy |
| 1923    | 1933 (décès)     | Léopold Constant Germond (1866-1933)        | RG                  | Docteur en médecine à Vassy |
| 1933    | 1940             | Camille Cautru                              | RG                  | Avocat, propriétaire, maire de Lassy, député (1919-1936), sénateur (1936-1945), sous-secrétaire d'État (décembre 1930), membre de la Commission administrative départementale (1941-1943), nommé conseiller départemental en 1943 |
|         |                  |                                             |                     | |
| 1945    | 1959 (décès)     | Camille Voivenel (1896-1959)                | DVD-RPF puis RS     | Cultivateur à Vassy, ancien conseiller d'arrondissement |
| 1960    | 1980 (démission) | Victor Bertrand                             | DVD puis UDR        | Cultivateur, maire de Chênedollé, suppléant du député Olivier Stirn (1968-1973) |
| 1980    | 2008             | Pierre Geoffroy                             | DVD                 | Vétérinaire, maire de Vassy (1971-2008) |
| 2008    | 2015             | Michel Roca                                 | DVD                 | Médecin, maire de Vassy depuis 2008, élu en 2015 dans le canton de Condé-sur-Noireau |

### Conseillers d'arrondissement (de 1833 à 1940)
| Période                                  | Période      | Identité                                             | Étiquette               | Qualité |
| ---------------------------------------- | ------------ | ---------------------------------------------------- | ----------------------- | --- |
| 1833                                     | 1855 (décès) | Gilles Philippe Goislard de La Droitière (1782-1855) |                         | Ancien officier, percepteur et juge de paix à Vassy, propriétaire au Theil-Bocage                           |
| 1855                                     |              | Anselme Prosper Dumont de La Londe (1793-1867)       |                         | Médecin, maire de Vassy                                                                                     |
|                                          |              |                                                      |                         | |
| 1871                                     | 1880         | Gustave Émile Huet (1825-1906)                       |                         | Ancien notaire à Vassy                                                                                      |
| 1880                                     | 1888         | Émile Brodin                                         |                         | Notaire, conseiller municipal de Vassy                                                                      |
| 1888                                     | 1892         | Nestor Oblin                                         |                         | Maire d'Estry                                                                                               |
| 1892                                     | 1901         | Léon Lechartier                                      | Catholique              | Propriétaire agriculteur à Estry                                                                            |
| 1901                                     | 1907         | Ulysse-François Eudine                               | Républicain             | Courtier en beurre, cabaretier, maire d'Estry                                                               |
| 1907                                     | 1913         | Léon Lechartier                                      | Libéral                 | Propriétaire à Vassy                                                                                        |
| 1913                                     | 1937         | Alexandre-Alcide Duchastellier (1854-1940)           | Rad.ind.                | Cultivateur, maire de Viessoix, président du conseil d'arrondissement                                       |
| 1937                                     | 1940         | Camille Voivenel                                     | Républicain indépendant | Cultivateur à Vassy                                                                                         |
| 1940                                     |              |                                                      |                         | Les conseils d'arrondissement ont été suspendus par la loi du 12 octobre 1940 et n'ont jamais été réactivés |
| Les données manquantes sont à compléter. |              |                                                      |                         | |

Le canton participait à l'élection du député de la sixième circonscription du Calvados.

## Composition

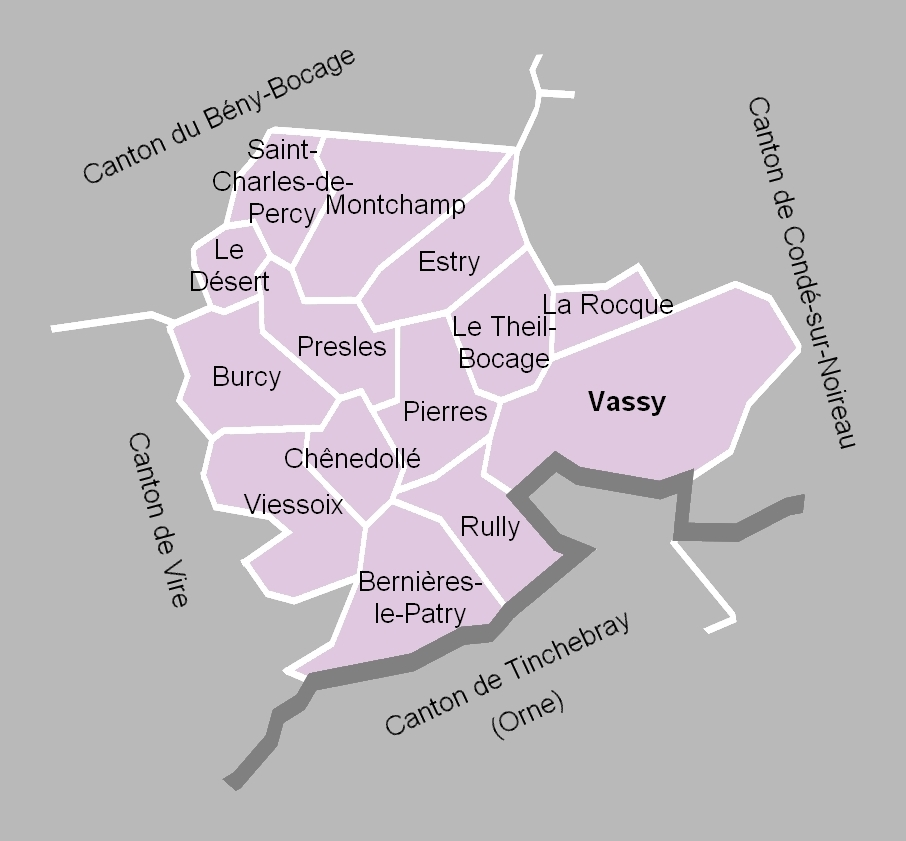
La carte des communes du canton. Les cantons limitrophes étaient ceux du Bény-Bocage, de Condé-sur-Noireau, de Tinchebray et de Vire.

Le canton de Vassy comptait 6 060 habitants en 2012 (population municipale) et regroupait quatorze communes :
- Bernières-le-Patry ;
- Burcy ;
- Chênedollé ;
- Le Désert ;
- Estry ;
- Montchamp ;
- Pierres ;
- Presles ;
- La Rocque ;
- Rully ;
- Saint-Charles-de-Percy ;
- Le Theil-Bocage ;
- Vassy ;
- Viessoix .

À la suite du redécoupage des cantons pour 2015, toutes les communes sont rattachées au nouveau canton de Condé-sur-Noireau.

### Anciennes communes
Le territoire cantonal n'incluait aucune commune absorbée après 1795.

## Démographie
| 1962  | 1968  | 1975  | 1982  | 1990  | 1999  | 2006  | 2011  | 2012  |
| ----- | ----- | ----- | ----- | ----- | ----- | ----- | ----- | ----- |
| 6 131 | 5 769 | 5 271 | 5 398 | 5 363 | 5 420 | 5 716 | 6 012 | 6 060 |